# Аккёль (озеро, Буйнакский район)
Аккёль — озеро в России, в Дагестане. Площадь поверхности — 0,5 км², по другим данным — 0,1 км². 

## Информация об объекте
Расположено на востоке Буйнакского района. На берегу озера расположено село Такалай, рядом находится озеро Чубурчакёль. Находится в долине реки Шураозень